# Alegeri legislative în România, 1952
Alegerile parlamentare din România din 1952 au fost convocate pe 30 noiembrie 1952 în Republica Populară Română. Frontul Democrației Populare a obținut 98,84% din voturi și 428 de mandate.
Frontul Plugarilor, din care făcea parte Petru Groza a fost absorbit de Partidul Muncitoresc Român (denumirea dintre 1948-1965 a Partidului Comunist Român) la 7 februarie 1953. Ca o curiozitate, Petru Groza nu s-a înscris în Partidul Muncitoresc Român, reușind performanța de a nu fi membru de partid chiar în perioada în care a fost prim-ministru. Decizia desființării Frontului Plugarilor și a Uniunii Populare Maghiare a fost luată de PMR la 14 ianuarie 1953.